# The Christmas Album (Nana Mouskouri)
The Christmas Album è un album natalizio della cantante greca Nana Mouskouri, pubblicato nel 2000 su etichetta Mercury Records.
Nell'album, la Mouskouri interpreta varie canzone natalizie in differenti lingue (greco, francese, inglese, italiano, latino e tedesco), quali Kalin imeran, Deck the Halls, Stille Nacht, O Tannenbaum, Minuit, chrétiens, White Christmas, God Rest Ye Merry Gentlemen,  Ich steh' an deiner Krippen hier, Mille cherubini in coro, Hark! The Herald Angels Sing, ecc.
L'album è stato ripubblicato nel 2002 e nel 2003.

## Tracce
1. Deck the Halls with Boughs of Holly  1:34
2. Kalin imeran 1:58
3. Minuit, chrétiens 4:01
4. Stille Nacht, Heilige Nacht 2:54
5. Sanctus 3:12
6. O Come, All Ye Faithful 3:11
7. Petit Garçon 2:49
8. Ich steh' an deiner Krippen hier 2:46
9. Ave Maria 3:58
10. Mille cherubini in coro (Wiegenlied D498) 3:58
11. Hark! The Herald Angels Sing 2:59
12. O du fröhliche 2:37
13. White Christmas 3:16
14. Panis Angelicus 3:39
15. Berceuse 2:52
16. God Rest Ye Merry Gentlemen 2:06
17. Guten Abend, gut' Nacht 2:36
18. L'enfant au tambour 2:50
19. O freundlicher Tag 2:14
20. All Through the Night 2:22
21. Ave Maria 2:52
22. O Tannenbaum 2:17
23. Lullaby 2:50
24. Kyrie 2:58